# Kennetia sabahensis
Kennetia sabahensis är en stekelart som beskrevs av Giordani Soika 1995. Kennetia sabahensis ingår i släktet Kennetia och familjen Eumenidae. Inga underarter finns listade i Catalogue of Life.